# Orsa

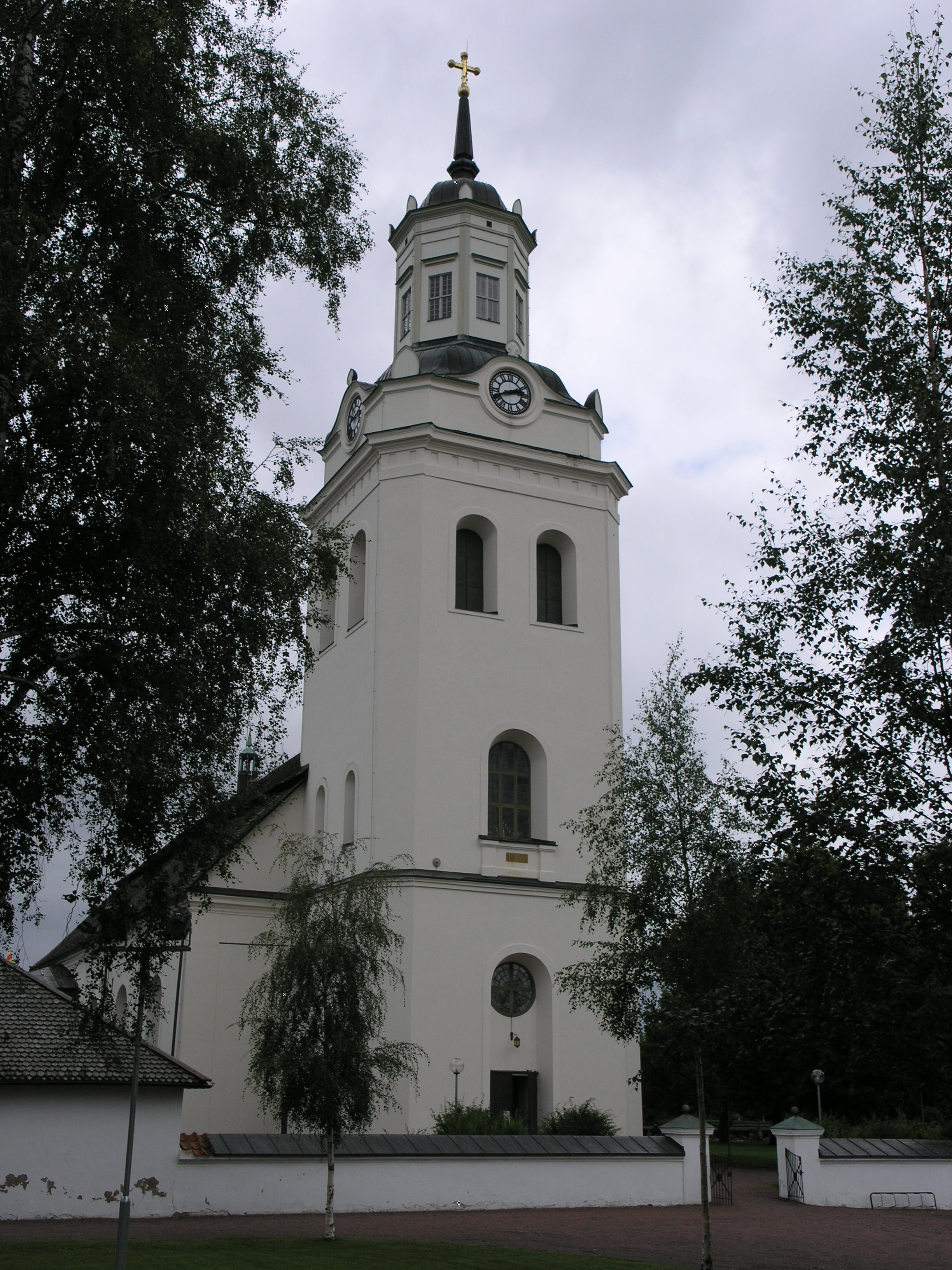
Iglesia de Orsa.

Orsa es una localidad que es la chef-lieu del municipio de Orsa en la provincia de Dalarna, Suecia. Es ubicada en la parte norte del lago Siljan, casi 15 km norte de Mora. Orsa es conectado de la Ruta europea 45 y el ferrocarril Inlandsbanan.

## Geografía
Los grandes bosques suecos empiezan en el norte de Orsa. En Orsa Orsa finnmark. La parte sur de Orsa se caracteriza por los "Siljansringen" ("El círculo de Siljan"), un enorme círculo de lagos y ríos situados en la parte norte de Dalarna que están formados por la caída de un meteorito hace casi 365 millones años. Unas cuantas millas norte de Orsa está la reserva natural de Koppången.